# Годистеа
Годистеа (Godisthea; * ок. 445 г.) e византийка от 5 век.
Фамилията и е от алански произход.
Годистеа е дъщеря на генерал Ардабур (консул 447 г.) и внучка на прочутия алански генерал Аспар (консул 434 г.).
Омъжва се за Флавий Дагалайф (консул 461 г.), син на Ареобинд (консул 434 г.), колега на Аспар.
Двамата имат през 460 г. син Флавий Ареобинд Дагалайф Ареобинд (консул 506 г.), който се жени за втори път през 479 г. за Аниция Юлиана, дъщерята на западно-римския император Олибрий и Плацидия и през 512 г. е издигнат за анти-император за един ден против Анастасий I.
Годистеа е баба на Флавий Олибрий Младши (консул 491 г.) от втория брак на сина ѝ и на Дагалайф от първия му брак.
Прабаба е на Проба (* 510), която се омъжва за братовчед си Флавий Аниций Проб Младши (консул 525 г.).